# Football aux Jeux d'Afrique centrale
Le football a été présent aux trois éditions des Jeux d'Afrique centrale, entre 1976 et 1987. Le Cameroun, vainqueur en 1976 et 1987, est l'équipe la plus titrée.

## Format
En 1976 et 1987, la compétition débute par une phase de poules avec 2 groupes de 3 équipes (2 groupes de 4 en 1987), dont les deux premiers sont qualifiés pour les demi-finales.
En 1981, la compétition prend la forme d'un championnat à 5 équipes.

## Palmarès
| N° | Édition | Ville hôte  | Or       | Argent | Bronze |
| -- | ------- | ----------- | -------- | ------ | ------ |
| 1  | 1976    | Libreville  | Cameroun | Congo  | Gabon  |
| 2  | 1981    | Luanda      | Zaïre    | Congo  | Gabon  |
| 3  | 1987    | Brazzaville | Cameroun | Angola | Congo  |